# Srpen 2021
Toto je archivovaný článek z portálu Aktuality.
1. srpna – neděle
 Tenistky Barbora Krejčíková a Kateřina Siniaková vybojovaly na olympijských hrách v Tokiu zlatou medaili v ženské čtyřhře. 
 Běloruskou běžkyni Kryscinu Cimanouskou a kritičku tamního režimu se běloruský olympijský výbor pokusil donutit k návratu z olympijských her v Tokiu do Běloruska. 
2. srpna – pondělí
 Běloruská běžkyně Kryscina Cimanouská, kterou národní olympijský výbor nutil k předčasnému návratu do vlasti z olympijských her v Tokiu, získala polské humanitární vízum. 
4. srpna – středa
 Při srážce dvou vlaků na trati č. 180 u Milavčí na Domažlicku zemřeli tři lidé a desítky jich byly zraněny, z toho 5 těžce. 
5. srpna – čtvrtek
 Kajakáři Josef Dostál a Radek Šlouf si dojeli na olympijských hrách v Tokiu v deblkajaků na kilometrové trati pro bronzovou medaili. 
 Tigrajští povstalci obsadili město Lalibela v Amharsku, známé skalními kostely na seznamu seznamu světové dědictví UNESCO. 
 Východoslovenskou obcí Petkovce prošlo tornádo, poškodilo nejméně 4 obytné domy. 
7. srpna – sobota
 Na olympijských hrách v Tokiu získalo Česko v hodu oštěpem dvě medaile, a to když Jakub Vadlejch dohodil na stříbrnou medaili a Vítězslav Veselý na bronzovou medaili. 
 Řecko a další středomořské země zasáhly vlny veder často překračujících teplotu 45 °C, provázené desítkami požárů. 
8. srpna – neděle
 V Tokiu závěrečný ceremoniál oficiálně ukončil Letní olympijské hry 2020 a předal pomyslnou štafetu do Paříže. 
9. srpna – pondělí
 Mezivládní panel pro změnu klimatu vydal první část své nové zprávy. Uvádí v ní, že lidská činnost způsobila nárůst teploty na Zemi a vedla k menší stabilitě celé planety. 
11. srpna – středa
 Ropná skvrna se u černomořského přístavu Novorossijsk rozlila po ploše 80 km². 
14. srpna – sobota
 Karibský ostrovní stát Haiti zasáhlo zemětřesení o síle 7,2 Richterovy stupnice. 
 V Turecku havaroval protipožární letoun Berijev Be-200 zapůjčený z Ruska. Z osmi lidí na palubě nehodu nepřežil nikdo. 
15. srpna – neděle
 Bojovníci radikálního hnutí Tálibán vstoupili do Kábulu a jsou blízko ovládnutí celého Afghánistánu. Úřadující prezident Ašraf Ghaní opustil zemi. 
 Počet potvrzených obětí sobotního zemětřesení na Haiti dosáhl 1 297. Pátrání v troskách pokračuje. 
16. srpna – pondělí
 Hakainde Hichilema byl zvolen prezidentem Zambie. 
17. srpna – úterý
 Energetická společnost ČEZ po 40 letech ukončila provoz hnědouhelné elektrárny Mělník III. 
 Prototyp ruského letadla Iljušin Il-112V havaroval v Moskevské oblasti. Pokus o přistání v Kubince nepřežil žádný ze tří zkušebních letců. 
18. srpna – středa
 Filmová režizérka Sahraa Karimi byla evakuována z Kábulu do Kyjeva. 
19. srpna – čtvrtek
 Ve věku 82 let zemřel japonský herec Sonny Čiba, na západě známý zejména díky roli ve filmu Kill Bill. 
21. srpna – sobota
 Ve věku 84 let zemřel zpěvák Don Everly z pěveckého dua The Everly Brothers. 
 Ve věku 81 let zemřela Marie, kněžna lichtenštejnská. 
22. srpna – neděle
 Ve věku 84 let zemřel moderátor, hudebník, scenárista a režisér Eduard Hrubeš, známý zejména díky pořadu Neváhej a toč! 
23. srpna – pondělí
 Úřad pro kontrolu potravin a léčiv (FDA) plně schválil RNA vakcínu společností Pfizer a BioNTech. 
24. srpna – úterý
 V japonském Tokiu byly slavnostně zahájeny XVI. letní paralympijské hry. 
 Ve věku 75 let zemřel hudebník, člen skupiny Čechomor Radek Pobořil. 
 Ve věku 80 let zemřel Charlie Watts, britský rockový bubeník a člen kapely The Rolling Stones. 
25. srpna – středa
 Ve věku 95 let zemřela herečka a konferenciérka Zdenka Procházková. 
 Na třídenní oficiální návštěvu Česka přijel německý prezident Frank-Walter Steinmeier. 
26. srpna – čtvrtek
 Při výbuších muničního skladu v Žambylské oblasti na jihu Kazachstánu zahynulo nejméně 9 lidí. 
 Nejméně 90 lidí včetně 13 příslušníků amerických ozbrojených sil bylo zabito při útoku Islámského státu u Mezinárodního letiště Hámida Karzaje. 
28. srpna – sobota
 První medaili na Letních paralympijských hrách 2020 v Tokiu pro Českou republiku získali lukostřelci David Drahonínský a Šárka Musilová, již v lukostřelbě ve smíšených týmech v kategorii W1 získali stříbrnou medaili. 
29. srpna – neděle
 Hurikán Ida dosahující čtvrté kategorie zasáhl americký stát Louisiana. Bouřkový příval dočasně obrátil tok v ústí řeky Mississippi. 
 Ve vrhu koulí na paralympijských hrách v Tokiu vybojoval Aleš Kisý bronzovou medaili. 
30. srpna – pondělí
 Lukostřelec David Drahonínský si na paralympijských hrách v Tokiu vystřelil druhou medaili, a to zlatou v lukostřelbě v kategorii W1. 
 Poslední američtí vojáci opustili po dvacetileté přítomnosti Afghánistán. 
31. srpna – úterý
 Estonský parlament zvolil Alara Karise prezidentem republiky. 
 Ve věku 78 let zemřel bývalý ředitel pražského Institutu klinické a experimentální medicíny Jan Malý. 